# Feldhockey-Europameisterschaft der Herren 2023

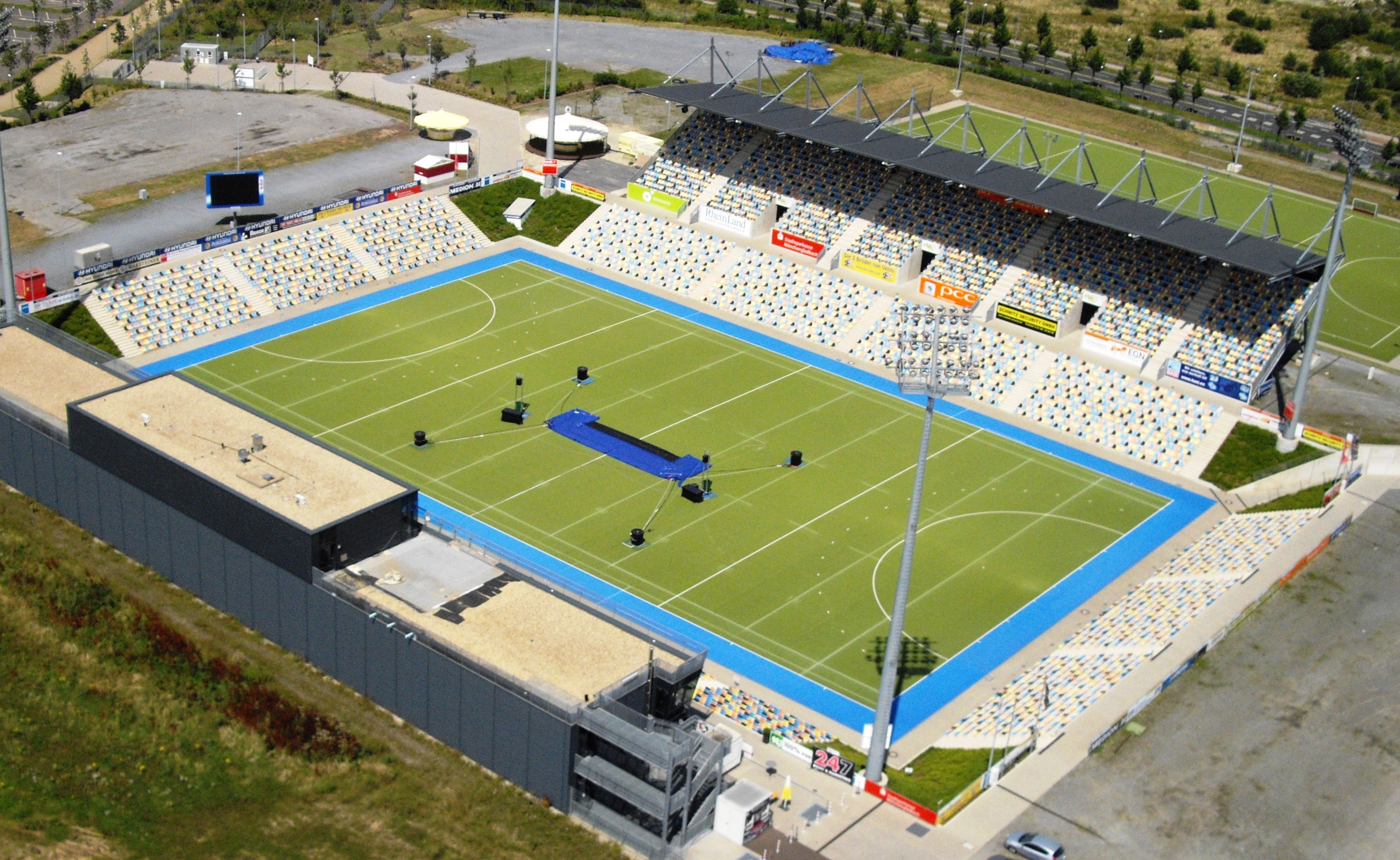
Hockeystadion Mönchengladbach „Warsteiner HockeyPark“

Die Feldhockey-Europameisterschaft der Herren 2023 war die 19. Auflage der Feldhockey-Europameisterschaft. Sie fand vom 18. bis zum 27. August 2023 im Hockeypark Mönchengladbach gemeinsam mit der Europameisterschaft der Damen statt. Titelverteidiger waren die Niederlande. Der Europameister qualifizierte sich für die Olympischen Spiele 2024 in Paris.

## Teilnehmer
Berechtigt zur Teilnahme sind neben dem deutschen Team als Gastgeber die besten drei Teams der letzten Europameisterschaft 2021 sowie die Sieger der vier EM-Qualifikationsturniere.
- Deutschland (Gastgeber)
- Niederlande (Titelverteidiger)
- Belgien (Dritter 2021)
- England (Vierter 2021)
- Spanien (Sieger Qualifikationsturnier A)
- Frankreich (Sieger Qualifikationsturnier B)
- Österreich (Sieger Qualifikationsturnier C)
- Wales (Sieger Qualifikationsturnier D)

## Vorrunde

### Gruppe A
| Datum                 | Team 1     | Team 2     | Ergebnis  |
| --------------------- | ---------- | ---------- | --------- |
| 20. August 2023 10:15 | Österreich | Spanien    | 0:5 (0:3) |
| 20. August 2023 12:30 | England    | Belgien    | 3:5 (3:1) |
| 21. August 2023 13:15 | England    | Österreich | 3:0 (0:0) |
| 21. August 2023 20:30 | Belgien    | Spanien    | 5:1 (3:0) |
| 23. August 2023 10:00 | Belgien    | Österreich | 3:1 (3:1) |
| 23. August 2023 12:15 | Spanien    | England    | 3:4 (1:1) |

| Rang | Land       | Spiele | S | U | N | Tore | Differenz | Punkte |
| ---- | ---------- | ------ | - | - | - | ---- | --------- | ------ |
| 1    | Belgien    | 3      | 3 | 0 | 0 | 13:5 | +8        | 9      |
| 2    | England    | 3      | 2 | 0 | 1 | 10:8 | +2        | 6      |
| 3    | Spanien    | 3      | 1 | 0 | 2 | 9:9  | ±0        | 3      |
| 4    | Österreich | 3      | 0 | 0 | 3 | 1:11 | −10       | 0      |

Legende: qualifiziert für die Finalspiele, Teilnahme an der Abstiegsrunde

### Gruppe B
| Datum                 | Team 1      | Team 2      | Ergebnis  |
| --------------------- | ----------- | ----------- | --------- |
| 19. August 2023 15:30 | Niederlande | Frankreich  | 6:0 (3:0) |
| 19. August 2023 18:00 | Deutschland | Wales       | 3:3 (1:0) |
| 25. August 2023 15:30 | Frankreich  | Wales       | 2:0 (0:0) |
| 21. August 2023 18:00 | Deutschland | Niederlande | 3:0 (2:0) |
| 23. August 2023 17:15 | Niederlande | Wales       | 8:1 (3:1) |
| 23. August 2023 19:30 | Frankreich  | Deutschland | 1:4 (0:2) |

| Rang | Land        | Spiele | S | U | N | Tore | Differenz | Punkte |
| ---- | ----------- | ------ | - | - | - | ---- | --------- | ------ |
| 1    | Deutschland | 3      | 2 | 1 | 0 | 10:4 | +6        | 7      |
| 2    | Niederlande | 3      | 2 | 0 | 1 | 14:4 | +10       | 6      |
| 3    | Frankreich  | 3      | 1 | 0 | 2 | 3:10 | −7        | 3      |
| 4    | Wales       | 3      | 0 | 1 | 2 | 4:13 | −9        | 1      |

Legende: qualifiziert für die Finalspiele, Teilnahme an der Abstiegsrunde

## Abstiegsrunde
| Datum                 | Team 1     | Team 2     | Ergebnis  |
| --------------------- | ---------- | ---------- | --------- |
| 25. August 2023 11:30 | Österreich | Wales      | 4:1 (2:1) |
| 25. August 2023 14:30 | Spanien    | Frankreich | 1:2 (0:1) |
| 26. August 2023 18:15 | Spanien    | Wales      | 4:3 (0:0) |
| 27. August 2023 10:00 | Frankreich | Österreich | 4:3 (2:3) |

In die Wertung der Abstiegsrunde wird das Spiel der Vorrunde zwischen den beiden Mannschaften derselben Gruppe übernommen.
| Rang | Land       | Spiele | S | U | N | Tore | Differenz | Punkte |
| ---- | ---------- | ------ | - | - | - | ---- | --------- | ------ |
| 1    | Frankreich | 3      | 3 | 0 | 0 | 8:4  | +4        | 9      |
| 2    | Spanien    | 3      | 2 | 0 | 1 | 10:5 | +5        | 6      |
| 3    | Österreich | 3      | 1 | 0 | 2 | 7:10 | −3        | 3      |
| 4    | Wales      | 3      | 0 | 0 | 3 | 4:10 | −6        | 0      |

Legende: qualifiziert für die Feldhockey-Europameisterschaft der Herren 2025, Abstieg in die EuroHockey Nations Trophy 2025

## Finalrunde
|  | Halbfinale | Halbfinale  | Halbfinale |    |             | Finale           | Finale           | Finale           |
|  |            |             |            |    |             |                  |                  |                  |
|  |            |             |            |    |             |                  |                  |                  |
|  | A1         | Belgien     | 2          |    |             |                  |                  |                  |
|  | B2         | Niederlande | 3          |    |             |                  |                  |                  |
|  |            |             |            | B2 | Niederlande | 2                |                  |                  |
|  |            |             |            |    | A2          | England          | 1                |                  |
|  | B1         | Deutschland | 0 (4)      |    |             |                  |                  |                  |
|  | A2         | England     | 0 (5) SO   |    |             | Spiel um Platz 3 | Spiel um Platz 3 | Spiel um Platz 3 |
|  |            |             |            |    |             | A1               | Belgien          | 2                |
|  | B1         | Deutschland | 0          |    |             |                  |                  |                  |
|  |            |             |            |    |             |                  |                  |                  |

V Sieg in der Verlängerung

SO Sieg nach dem Shootout

### Halbfinale
| Datum                 | Team 1      | Team 2      | Ergebnis     |
| --------------------- | ----------- | ----------- | ------------ |
| 25. August 2023 19:00 | Belgien     | Niederlande | 2:3 (1:0)    |
| 25. August 2023 21:15 | Deutschland | England     | 4:5 SO (0:0) |

### Spiel um Platz 3
| Datum                 | Team 1  | Team 2      | Ergebnis  |
| --------------------- | ------- | ----------- | --------- |
| 27. August 2023 12:30 | Belgien | Deutschland | 2:0 (2:0) |

### Finale
| Datum                 | Team 1      | Team 2  | Ergebnis  |
| --------------------- | ----------- | ------- | --------- |
| 27. August 2023 15:00 | Niederlande | England | 2:1 (2:0) |

## Abschlusstabelle
| Pl. | Mannschaft  |
| --- | ----------- |
|     | Niederlande |
|     | England     |
|     | Belgien     |
| 4   | Deutschland |
| 5   | Frankreich  |
| 6   | Spanien     |
| 7   | Österreich  |
| 8   | Wales       |

Legende: Abstieg in die EuroHockey Nations Trophy 2025

## Medaillengewinner
| Platz | Land        | Sportler |
| ----- | ----------- | --- |
| 1     | Niederlande | Maurits Visser, Derk Meijer, Lars Balk, Jonas de Geus, Thijs van Dam, Thierry Brinkman, Jorrit Croon, Terrance Pieters, Floris Wortelboer, Koen Bijen, Joep de Mol, Steijn van Heijningen, Jip Janssen, Tijmen Reyenga, Justen Blok, Derck de Vilder, Floris Middendorp, Duco Telgenkamp                                |
| 2     | England     | James Mazarelo, Oliver Payne, Nicholas Park, Jack Waller, David Ames, Zachary Wallace, Samuel Ward, James Albery, Phil Roper, Brendan Creed, David Goodfield, Nicholas Bandurak, James Oates, James Gall, Thomas Sorsby, Conor Williamson, Will Calnan, Timothy Nurse                                                   |
| 3     | Belgien     | Vincent Vanasch, Loic Van Doren, Arthur Van Doren, John-John Dohmen, Florent Van Aubel, Cédric Charlier, Gauthier Boccard, Nicolas De Kerpel, Emmanuel Stockbroekx, Alexander Hendrickx, Félix Denayer, William Ghislain, Arthur De Sloover, Antoine Kina, Loïck Luypaert, Victor Wegnez, Nelson Onana, Arno van Dessel |